# کسی¹ قنطورس
کسی¹ قنطورس یک ستاره است که در صورت فلکی قنطورس قرار دارد.